# Verdigny
Verdigny är en kommun i departementet Cher i regionen Centre-Val de Loire i de centrala delarna av Frankrike. Kommunen ligger  i kantonen Sancerre som tillhör arrondissementet Bourges. År 2022 hade Verdigny 318 invånare.

## Befolkningsutveckling
Antalet invånare i kommunen Verdigny
Referens:INSEE